# Shinkichi Kikuchi
Shinkichi Kikuchi (Tōno, Prefectura d'Iwate, Japó, 12 d'abril de 1967) és un exfutbolista japonès.

## Selecció japonesa
Shinkichi Kikuchi va disputar 7 partits amb la selecció japonesa.